# Ti-VCT
El Twin independant Variable  Camshaft Timing o Ti-VCT por sus siglas en el idioma inglés es un invento mecánico paralelo al sistema del árbol de levas en los motores de combustión interna desarrollado por Ford Motor Company y probado en el motor 1.6 Duratec Ti-VCT en el año 2004. El principio del invento era romper la rigidez de los tiempos de apertura y cierre de válvulas de admisión y escape en las cámaras de combustión de los motores, dando así la ventaja de "adelantar" o "retrasar" estos tiempos, aumentando la eficiencia de la combustión.
El invento es muy sencillo, lo cual permitió su implementación comercial. Aprovecha la energía del aceite del motor para realizar los cambios de tiempo. Esto lo realiza de forma independiente en las válvulas de admisión y escape. Los árboles de levas de admisión y escape, a pesar de ser gemelos, están separados y son relativamente independientes (de aquí el nombre del sistema. La variabilidad en sus tiempos es controlada por una computadora llamada Módulo de Control del Sistema de Propulsión o [PCM] por sus siglas en el idioma inglés (Powertrain Control Module) el cual, con ayuda de sensores verifica la posición de los árboles de levas y la posición del cigüeñal. El principio activo del invento radica en las cabezas de los árboles de levas. Ambas tienen espacios para un movimiento controlado típico de 45 a 50°. Al encender el motor tenemos el árbol de levas asegurado por un pasador hidráulico el cual es liberado por instrucción del PCM mediante inyección de aceite. Al realizar las correcciones el PCM, señala a dos electroválvulas independientes en cada cabeza de los árboles de levas, llamadas OCV por sus siglas en el idioma inglés (Oil Control Valve), la entrada a una cámara de aceite de esta cabeza del árbol de levas para adelantarlo, o a la otra para retrasarlo, de acuerdo a las lecturas de carga, temperatura y velocidad del motor. Con esto permite adelantar de forma variable la entrada de combustible enriquecido a la cámara de combustión y retrasar la salida de los gases de escape. La energía hidráulica es aprovechada de la misma bomba de aceite del motor. El sistema tiene la capacidad de variar hasta 0.2 de segundo del ciclo de combustión desde lo más adelantado hasta lo más retrasado. Este invento permite aumentar la eficiencia del proceso de combustión constantemente por el PCM resultando en una mejor respuesta de aceleración del motor y grandes beneficios del uso del combustible.